# Bracknell Blazers
Uniformes
Les Bracknell Blazers sont un club britannique de baseball basé à Bracknell (Berkshire) en Angleterre. Les Blazers évoluent en National League, la première division britannique, depuis la saison 2001 et la mise en place de la nouvelle formule de la compétition. Ils comptent un titre de champion national en 2009.

## Palmarès
- Champion de Grande-Bretagne : 2009.